# Liste der Stolpersteine in Erding

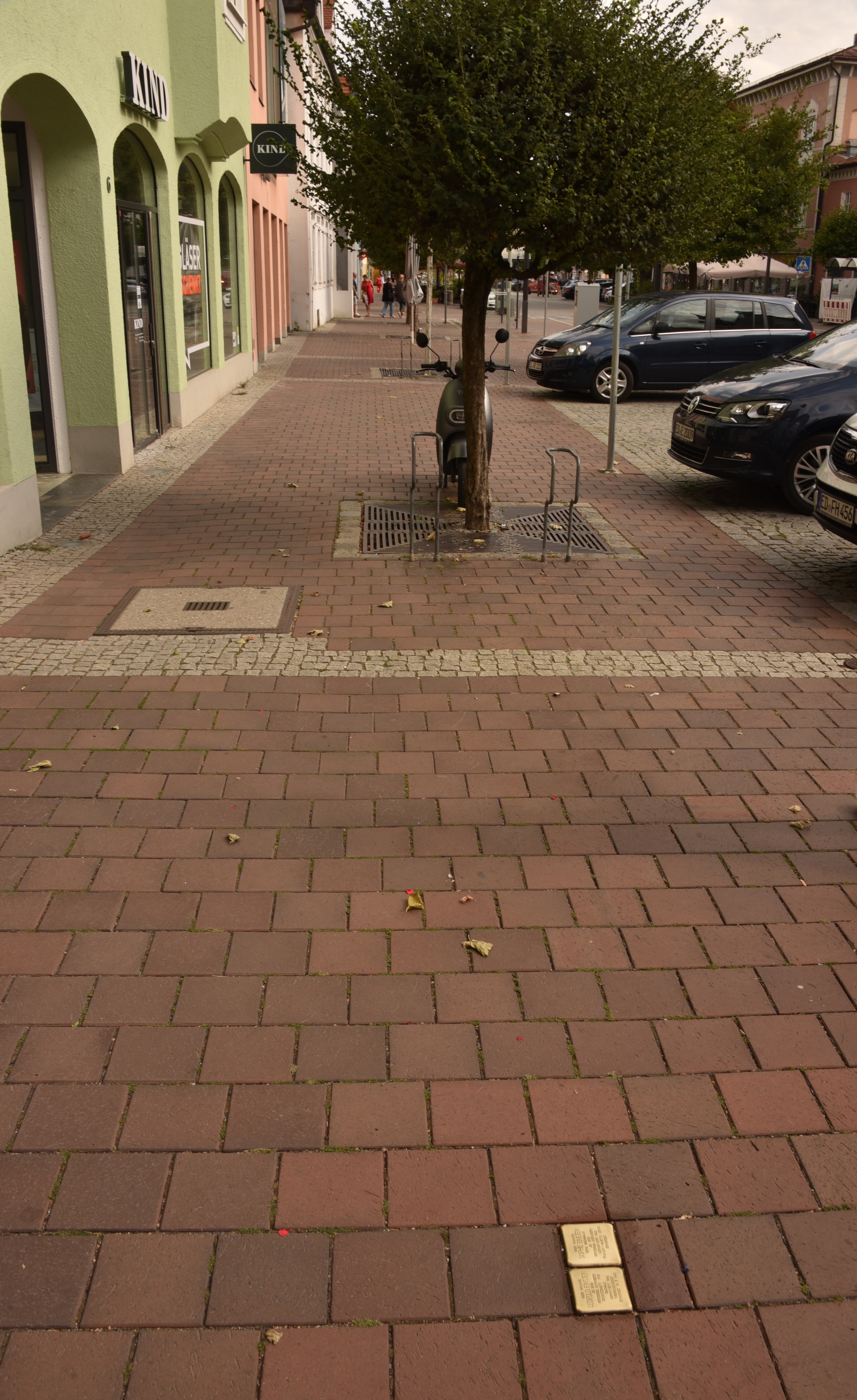
Stolpersteine für die Geschwister Einstein

Die Liste der Stolpersteine in Erding enthält die Stolpersteine, die im Rahmen des gleichnamigen Kunstprojekts von Gunter Demnig in Erding verlegt wurden. Stolpersteine sollen an das Schicksal der Menschen erinnern, die von den Nationalsozialisten ermordet, deportiert, vertrieben oder in den Suizid getrieben wurden. Sie liegen im Regelfall vor dem letzten selbstgewählten Wohnsitz des Opfers.
Die ersten Stolpersteine in Erding wurden am 8. März 2022 verlegt.

## Verlegte Stolpersteine
In Erding wurden drei Stolpersteine an zwei Adressen verlegt.
| Stolperstein | Inschrift | Verlegeort      | Name, Leben |
| ------------ | --- | --------------- | --- |
|              | HIER WOHNTE JOSEF BERGLEHNER JG. 1910 IM WIDERSTAND / KPD VERHAFTET x.7.1939 'STAATSFEINDLICHE ÄUSSERUNGEN' KZ DACHAU KZ FLOSSENBÜRG BEFREIT | Lange Zeile 31  | Josef Berglehner wurde am 16. Dezember 1910 in Erding geboren. Seine Eltern waren Josef und Lina Berglehner, sie handelten mit Gebrauchtwaren. Er hatte vier Brüder und vier Schwestern. Ab 1924 absolvierte er eine Lehre als Dekorationsmaler und arbeitete ab 1927 in diesem Beruf. Er war Mitglied der KPÖ. Um sich selbst zu schützen schloss er sich 1935 der SA an, wurde jedoch zwei Jahre später wegen „seiner kommunistischen Einstellung“ ausgeschlossen. Im Juli 1939 wurde Berglehner „wegen Zuwiderhandlung gegen das Heimtückegesetz“ verhaftet. Bis April 1945 blieb er durchgehend inhaftiert – zuerst in Dachau, dann in Flossenbürg, dann wieder in Dachau, in der Folge im Außenlager Heidenheim und zuletzt erneut in Dachau. Im April 1945 wurde er auf einen Todesmarsch nach Tirol eingeteilt. Trotz einer Lungentuberkulose konnte er flüchten und sich bei einem Bauern in Königsdorf verstecken. Josef Berglehner kehrte nach Erding zurück, war aber in Folge der Gefangenschaft arbeitsunfähig. Eine Entschädigung wurde ihm verwehrt – wegen seiner „nicht politischen Straftaten“. 1952 wurde ihm eine Rente zugesprochen, allerdings nur für drei Monate. Klagen dagegen wurden letztlich 1955 vom Bundesgerichtshof abgewiesen. Eines der Gerichte erkannte zwar an, dass ihm Unrecht widerfahren sei. Entschädigungen seien aber nur für Widerstandskämpfer vorgesehen. Josef Berglehner starb 1964 an den Folgen jener Krankheit, die er sich im Konzentrationslager zugezogen hatte, der Lungentuberkulose. |
|              | HIER WOHNTE LEOPOLD EINSTEIN JG. 1880 VERZOGEN NÜRNBERG 'SCHUTZHAFT' 1938 DACHAU DEPORTIERT 1942 THERESIENSTADT ERMORDET 18.7.1943           | Lange Zeile 4 · | Leopold Einstein (1880–1943) |
|              | HIER WOHNTE SOPHIE EINSTEIN VERH. BUCHMANN JG. 1879 VERZOGEN NÜRNBERG DEPORTIERT 1942 TRANSIT-GHETTO IZBICA ERMORDET                         | Lange Zeile 4 · | Sophie Einstein, verheiratete Buchmann (1879–1942/45) |

## Verlegedaten
- 8. März 2022: Leopold und Sophie Einstein
- 8. November 2023: Josef Berglehner